# フェデラル・エクスプレス14便着陸失敗事故
フェデラル・エクスプレス14便着陸失敗事故（フェデラル・エクスプレス14びんちゃくりくしっぱいじこ）は、1997年7月31日にフェデラル・エクスプレスの貨物機がアメリカ合衆国のニューアーク・リバティー国際空港への着陸に失敗し、大破炎上した航空事故である。
ニューアーク・リバティー国際空港への着陸の際、着陸を急いだ機長の過度の操縦操作により激しくバウンドした。直後の二度目の着陸の際、右主脚への過大な衝撃により右主翼が破壊された。機体は回転しながら裏返しになり、炎上しながら滑走路脇で停止した。搭乗していた5名はコックピットの窓から脱出し全員が生還した。

## 機体と乗員

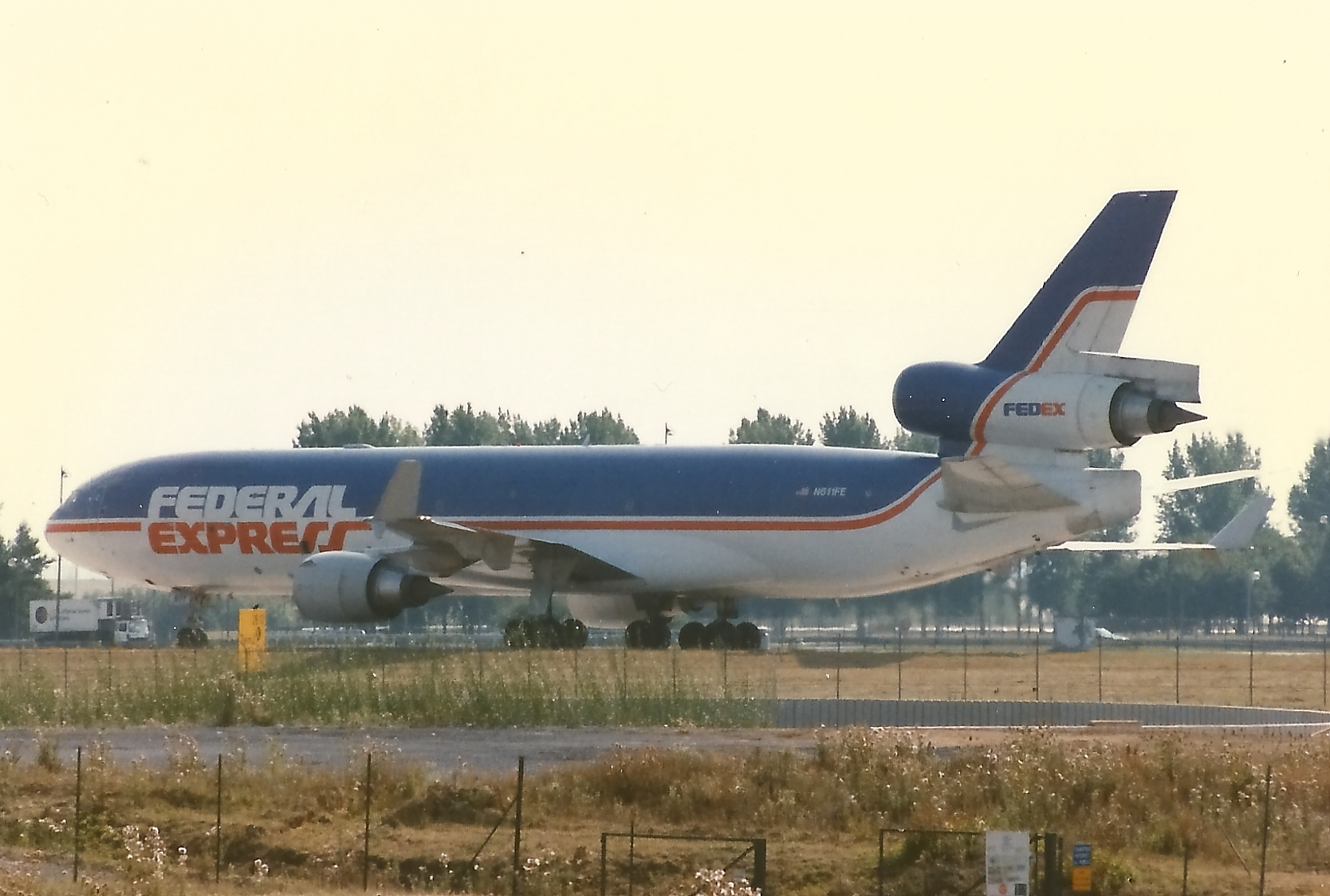
1996年8月に撮影された事故機

事故機となったマクドネル・ダグラス MD-11F貨物機（機体記号 N611FE 製造番号48603/553 愛称 Joshua）は、3発のゼネラル・エレクトリック CF6-80C2エンジンを搭載し、1993年にフェデラル・エクスプレスに引き渡された。
機体の飛行時間は13,034時間、飛行回数は2,950回だった。
事故機は1994年1月、メンフィス国際空港で着陸時にバウンドした衝撃で機体外板に損傷を受け、同年11月にはテッド・スティーブンス・アンカレッジ国際空港にて、着陸時に尻もち事故で機体尾部が損傷する2度のインシデントを経験していた。
いずれも事故前までに修理が完了していた。
46歳の機長は、1979年にフライング・タイガー・ラインに入社し、1989年のフライング・タイガー・ラインとフェデラル・エクスプレスの合併により、フェデラル・エクスプレス社員となった。総飛行時間は11,000時間で、MD-11では1,253時間の飛行経験があった。
38歳の副操縦士は、アメリカ海軍と別の航空会社のフライトエンジニアとして勤務した後、1994年に地上サービス従業員としてフェデラル・エクスプレスに入社し、1995年に航空運輸部門に異動した。
総飛行時間は3,703時間で、MD-11では95時間の飛行経験があった。

## 経緯

### 事故前まで
フェデラル・エクスプレス14便は1997年7月30日にシンガポールのシンガポール・チャンギ国際空港を出発し、マレーシアのペナン国際空港、台湾の台湾桃園国際空港、アメリカ合衆国アラスカ州のテッド・スティーブンス・アンカレッジ国際空港を経由し、ニュージャージー州ニューアーク・リバティー国際空港へ向かっていた。
経由地であるアンカレッジからは、ニューアークまでの運行を担当する機長と副操縦士のほか、ジャンプシートに乗客として他の航空会社のパイロット1名と客室にフェデラル・エクスプレスの社員が2名搭乗していた。
機体はアンカレッジ到着後の点検で、左エンジンの逆推力装置のドアが剥離しているのを整備員が発見した。そのため当該エンジンの逆推力装置を作動しない状態で出発させることとした。またこの機体は過去に、離陸時や着陸時に自動ブレーキが正常に作動しなかった事例が過去に3件報告されていた。これらの不具合発生後にシステムの確認が行われていたが異常は見つからなかった。

### 着陸前
出発後、順調に飛行を続けた機長らは7月31日1時3分ごろから、ニューアーク・リバティー国際空港の22R滑走路への着陸について話し会い始めた。
着陸時の停止距離を計算した機長らは中程度の自動ブレーキを使用した場合、780フィート（約238メートル）の余裕しかないため、1830フィート（約558メートル）の余裕ができる最も強い自動ブレーキを作動させることとした。
しかし、これは誤ったデータによって算出されており、実際は中程度のブレーキで1680フィート（約512メートル）、最大ブレーキだと2730フィート（約832メートル）の十分な余裕があった。
1時30分、着陸直前の確認で機長と、左エンジンの逆推力装置が作動しないことと、自動ブレーキを最大にしたことを確認した副操縦士は「If they work.（ちゃんと動作すれば）」と発言した。

### 着陸
1時32分、着陸直前の機体は4.9度の正常なフレア角度で安定した姿勢で滑走路に接近していた。
着陸2秒前、17フィート（約5メートル）まで降下したとき機長は機首下げの操作を行い、高度7フィート（約2メートル）のときには4.2度まで機首が下がった。この操作は急激であり、通常必要な操作量より遥かに大きかった。
着陸1秒前、先の操作で急激に降下したと感じた機長は、ハードランディングを避けるため機首上げの操作と、エンジン出力を離陸推力まで増加させた。
1時32分18秒、機体は22R滑走路に着陸した。0.5秒後、機長は機体を素早く着陸させてブレーキをかけるため、機首下げの操作を行った。しかし機長の一連の操作により不安定となった機体は着陸後バウンドし、機体は右に傾いた。
1時32分21秒、バウンドした機体は約1,100フィート（約335メートル）飛行し、再び激しく着陸した。右翼が9.5度下がった状態で着陸したため、MD-11が設計で想定した最大の荷重の3.2倍の衝撃が右主脚にかかった。
これにより右の主脚が右翼の桁と燃料タンクを破壊し、右翼が胴体から分離した。
着陸に失敗した機体は、回転しながら滑走路端より約5,126フィート（約1,562メートル）の右側で仰向けになって停止し、漏れ出た燃料により炎上した。搭乗者5名全員は負傷したもののコックピットの窓から脱出した。

## 事故調査

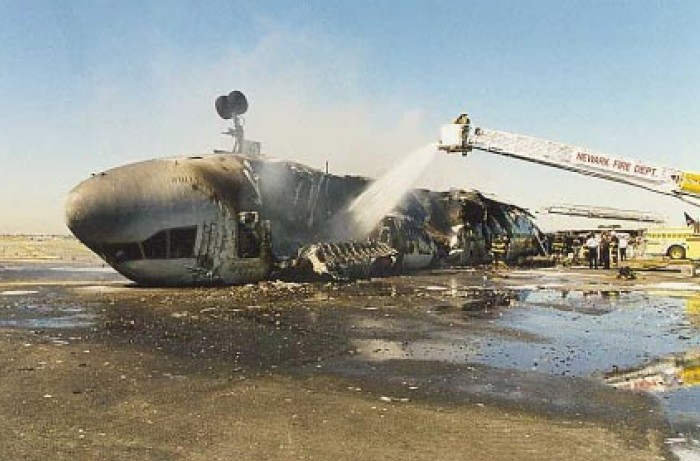
事故機の残骸

国家運輸安全委員会（NTSB）が事故調査を実施した結果、事故原因として機長の着陸直前における機体の過剰な操縦と、機体が不安定となった際に実施すべきだった着陸復行を行わなかったためと結論づけた。
機長は機体の状況と滑走路長さの懸念からより早く着陸させて機体を停止させたいと考えていた。そのため着陸2秒前に機首を大きく下げてより早く着陸させようと操作を行った。しかし思っていたよりも機体が降下したため機首を再度上げ、エンジン出力を増加させた。
この一連の操縦操作は、機体を安定させるには「遅すぎて大きすぎ」であった。この一連の操作は「典型的な」パイロット誘導振動であり、機長は1秒前に行った操作を打ち消すために更に大きな操作を行った。
そのため不安定な姿勢で着陸を強行したため、機体は滑走路でバウンドした。この結果、二度目の着陸で右主脚に過大な衝撃を受けたことで、右翼が破壊され致命的な破壊につながった。
またNTSBは一度目の着陸で不安定になった時からバウンドするまでの間で着陸復行を行っていれば事故は防げたとした。

## 映像化
- メーデー!:航空機事故の真実と真相 第12シーズン第5話「Death at Narita」